# Culiseta atritarsalis
Culiseta atritarsalis är en tvåvingeart som först beskrevs av Nikolas Vladimir Dobrotworsky 1954.  Culiseta atritarsalis ingår i släktet Culiseta och familjen stickmyggor. Inga underarter finns listade i Catalogue of Life.